# 10506 Rydberg
10506 Rydberg è un asteroide della fascia principale di circa 13,3 km di diametro. Scoperto nel 1988, presenta un'orbita caratterizzata da un semiasse maggiore pari a 2,9973831 au e da un'eccentricità di 0,0457160, inclinata di 6,92495° rispetto all'eclittica.
L'asteroide è dedicato al fisico svedese Johannes Robert Rydberg, ben noto per la Costante di Rydberg, importante nella spettroscopia.